# ماركوس تيتوس
ماركوس تيتوس (بالإنجليزية: Marcus Titus) هو سباح أمريكي، ولد في 20 مايو 1986 في توسان في الولايات المتحدة.